# تومي كونواي
تومي كونواي (مواليد 6 أغسطس 2002) هو لاعب كرة قدم إسكتلندي يلعب في مركز المهاجم في نادي بريستول سيتي.

## روابط خارجية
- تومي كونواي على موقع الاتحاد الأوربي (الإنجليزية)
- تومي كونواي على موقع قاعدة بيانات كرة القدم.إي يو (الإنجليزية)
- تومي كونواي على موقع Soccerway.com (الإنجليزية)